# POPOP
POPOP, 1,4-bis(5-fenyloksazolo-2-ylo)benzen – organiczny związek chemiczny stosowany jako scyntylator drugiego rodzaju w koktajlach scyntylacyjnych, zwykle w połączeniu z PPO (2,5-difenylooksazolem), scyntylatorem pierwszego rodzaju. Koktajle scyntylacyjne wykorzystuje się do pomiarów promieniowania β (szczególnie niskoenergetycznego, jak w przypadku trytu i węgla-14) oraz promieniowania α (rzadziej, z powodu niewystarczającej rozdzielczości metody). W nowoczesnych koktajlach scyntylacyjnych związek ten jest zastępowany przez 1,4-bis(2-metylostyrylo)benzen (bis-MSB).
W temperaturze pokojowej jest ciałem stałym o barwie żółtej. Topi się w temperaturze 245 °C, jest nierozpuszczalny w wodzie i etanolu, słabo rozpuszczalny w toluenie. Maksimum fluorescencji przy 420 nm.